# Oggetto (diritto)
Per oggetto, in diritto civile, si intende uno degli elementi essenziali del contratto, assieme all'accordo, alla causa ed alla forma, quando richiesta per la validità della pattuizione (o, con locuzione latina "ad substantiam"). Può essere sinteticamente definito come il bene materiale o immateriale attraverso il quale le parti pongono in essere il contratto.

## Caratteristiche
L'oggetto deve essere possibile, lecito, determinato o determinabile.
L'oggetto è possibile per il diritto civile quando esiste "in rerum natura" o nell'ambito della realtà giuridica (ad es. un diritto di privativa industriale valido).
È possibile quando l'oggetto in questione è un qualcosa che esiste o può venire a esistenza
È lecito quando non è di per sé contrario a legge, all'ordine pubblico o al buon costume.
È determinato quando la sua esatta individuazione materiale e giuridica è contenuta nel contratto; 
è invece determinabile quando nel contratto stesso si stabiliscono le procedure tramite le quali l'oggetto della pattuizione verrà determinato in un momento successivo alla chiusura dell'accordo (ad esempio, avvalendosi dell'ausilio di un arbitro).
La mancanza dell'oggetto, o la sua impossibilità, illiceità, indeterminatezza o indeterminabilità realizza un'ipotesi di nullità strutturale del contratto.
L'oggetto può essere anche materiale o immateriale.
L'oggetto è materiale quando cade sotto i nostri sensi, oggetti del mondo esterno, dotati di consistenza corporea.
L'oggetto è immateriale, invece, quando sono privi di consistenza corporea, ma che di fatto sono percettibili con la mente. Sono tali i prodotti dell'attività intellettuale, artistica e scientifica, come il diritto d'autore, il brevetto e tutte le creazioni intellettuali.